# Vampirtintenfisch
Der Vampirtintenfisch (Vampyroteuthis infernalis) wurde während der ersten deutschen Tiefsee-Expedition 1898–1899 entdeckt. Bis 2024 war er der einzige lebende Vertreter aus der Ordnung der Vampyromorpha, einer stammesgeschichtliche Übergangsform von den zehn- zu den achtarmigen Kopffüßern. Seinen Namen, der wörtlich übersetzt „Vampirtintenfisch aus der Hölle“ lautet, erhielt er aufgrund der Häute, die sich zwischen seinen Armen aufspannen und ihm das Aussehen eines in einen Umhang gehüllten Vampirs geben. Entgegen seinem Namen ernährt sich der Vampirtintenfisch jedoch nicht von Blut, sondern von Detritus.
Der Vampirtintenfisch wurde während der ersten deutschen Tiefsee-Expedition von 1898 bis 1899 entdeckt und 1903 vom Deutschen Carl Chun erstmals wissenschaftlich beschrieben.

## Anatomie
Der Vampirtintenfisch gehört mit bis zu 30 cm Rumpflänge zu den kleineren Vertretern der Kopffüßer und zu den achtarmigen Tintenfischen. Die Saugnäpfe an den Armen dienen nicht zum Festhalten der Beute, wie bei anderen Tintenfischen, sondern zum Einschleimen von Detritus. Diese acht Hüllarme sind mit fingerartigen Anhängseln versehen, die den Nahrungsschleim vorantreiben.
Außer diesen acht Armen zum Einschleimen gibt es noch zwei weitere fadenförmige mit Sinnesorganen versehene Arme, die zum Ertasten, möglicherweise auch Erriechen von Detritus dienen. Diese fadenförmigen Arme können auf die achtfache Länge der Rumpflänge gestreckt werden, wie auch in den Mantel zurückgezogen werden.
An der Hinterseite des Mantels besitzt er ausgeprägte Flossen. Der Körper ist von zahlreichen Leuchtorganen besetzt, die mittels Biolumineszenz Licht erzeugen. Ein Paar dieser Leuchtorgane ist durch spezielle Lider verschließbar und kann eine Wolke aus Leuchtpartikeln ausstoßen, um potenzielle Feinde zu verwirren. Diese Wolke bleibt bis zu zehn Minuten bestehen und leuchtet. Die Augen des Vampirtintenfisches sind in Relation zum Körper die größten im Tierreich und machen mit fast zwei Zentimeter Breite fast ein Sechstel der Körperlänge aus.

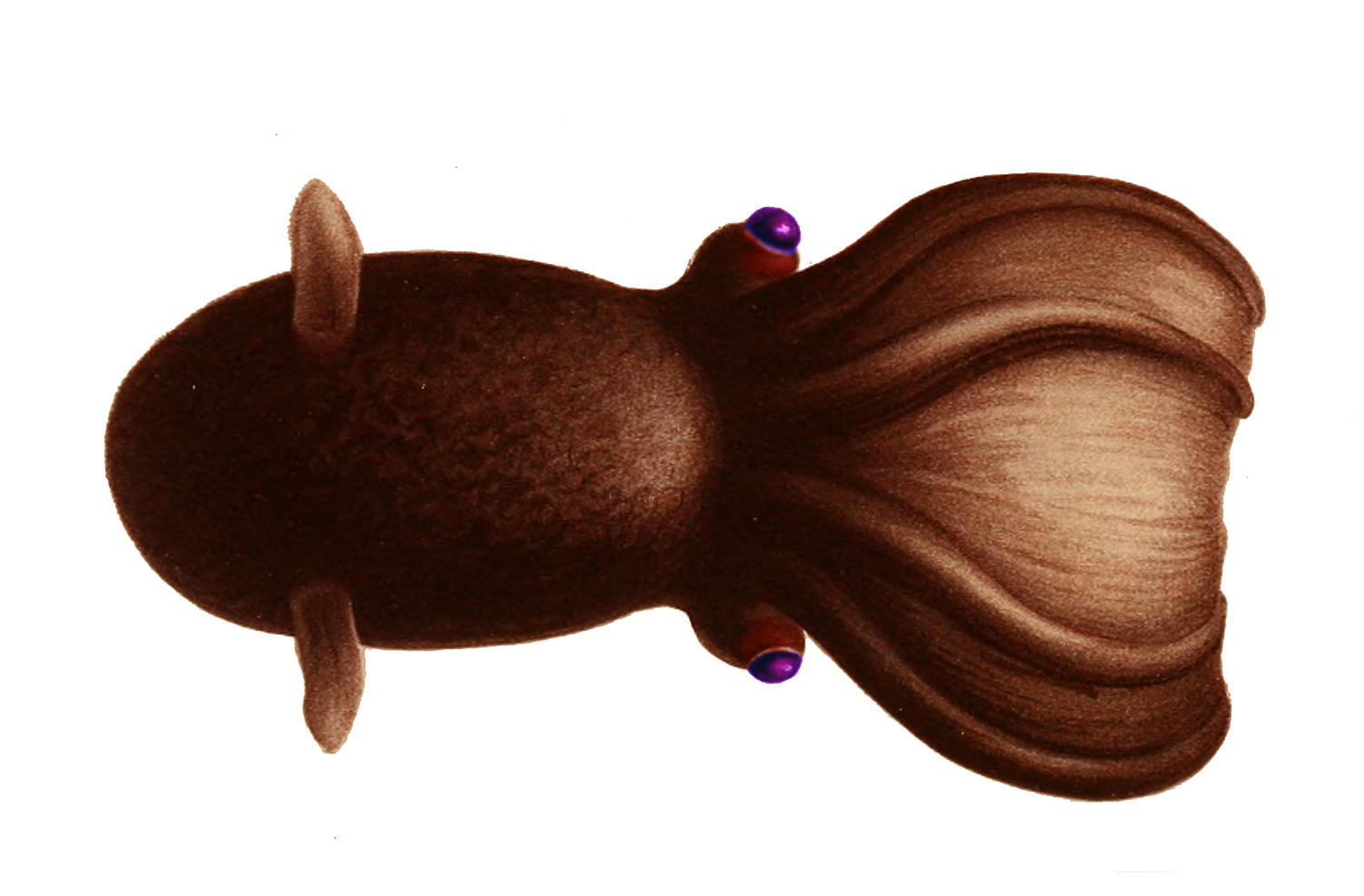
Rückenansicht
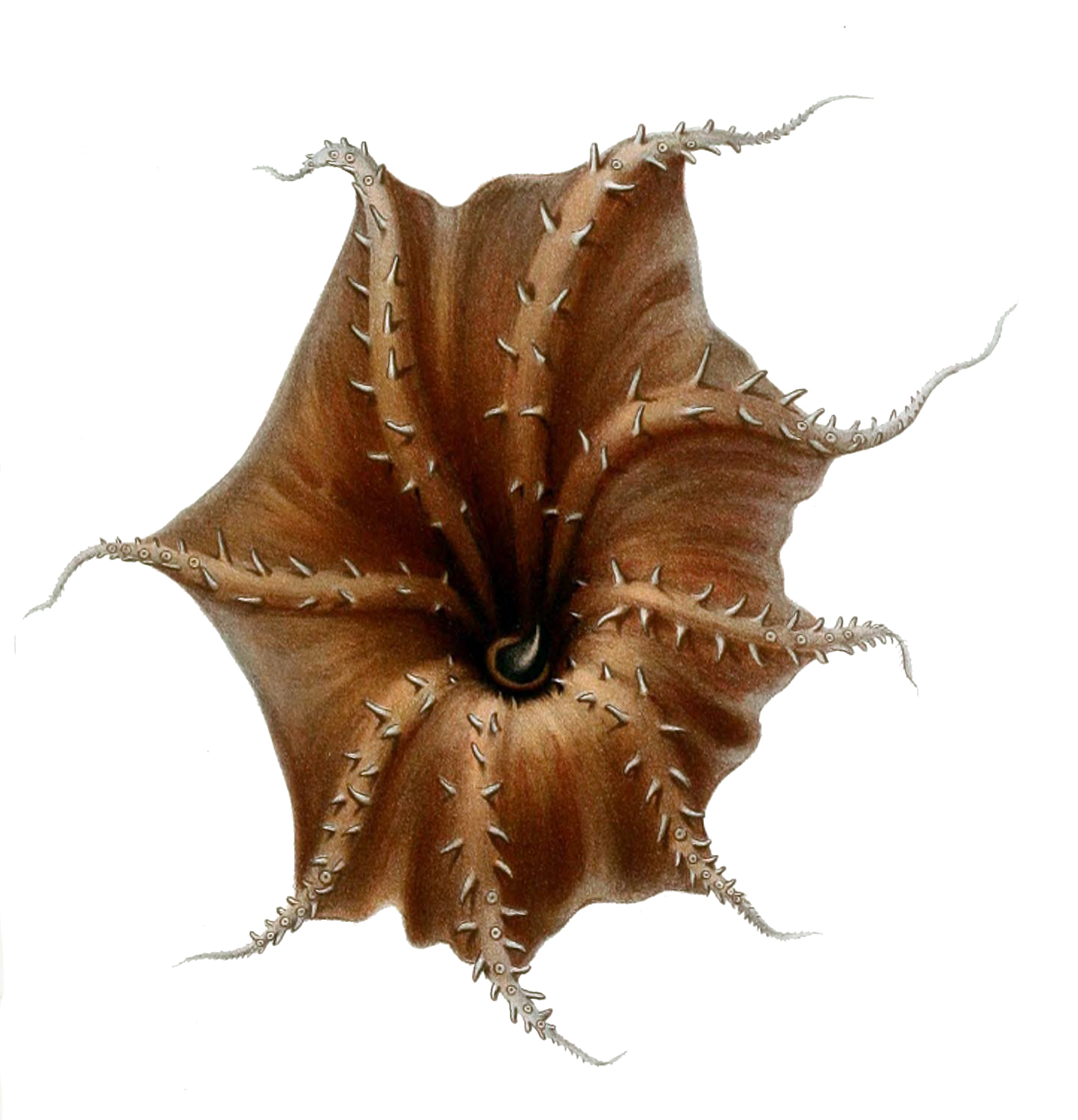
Mundansicht
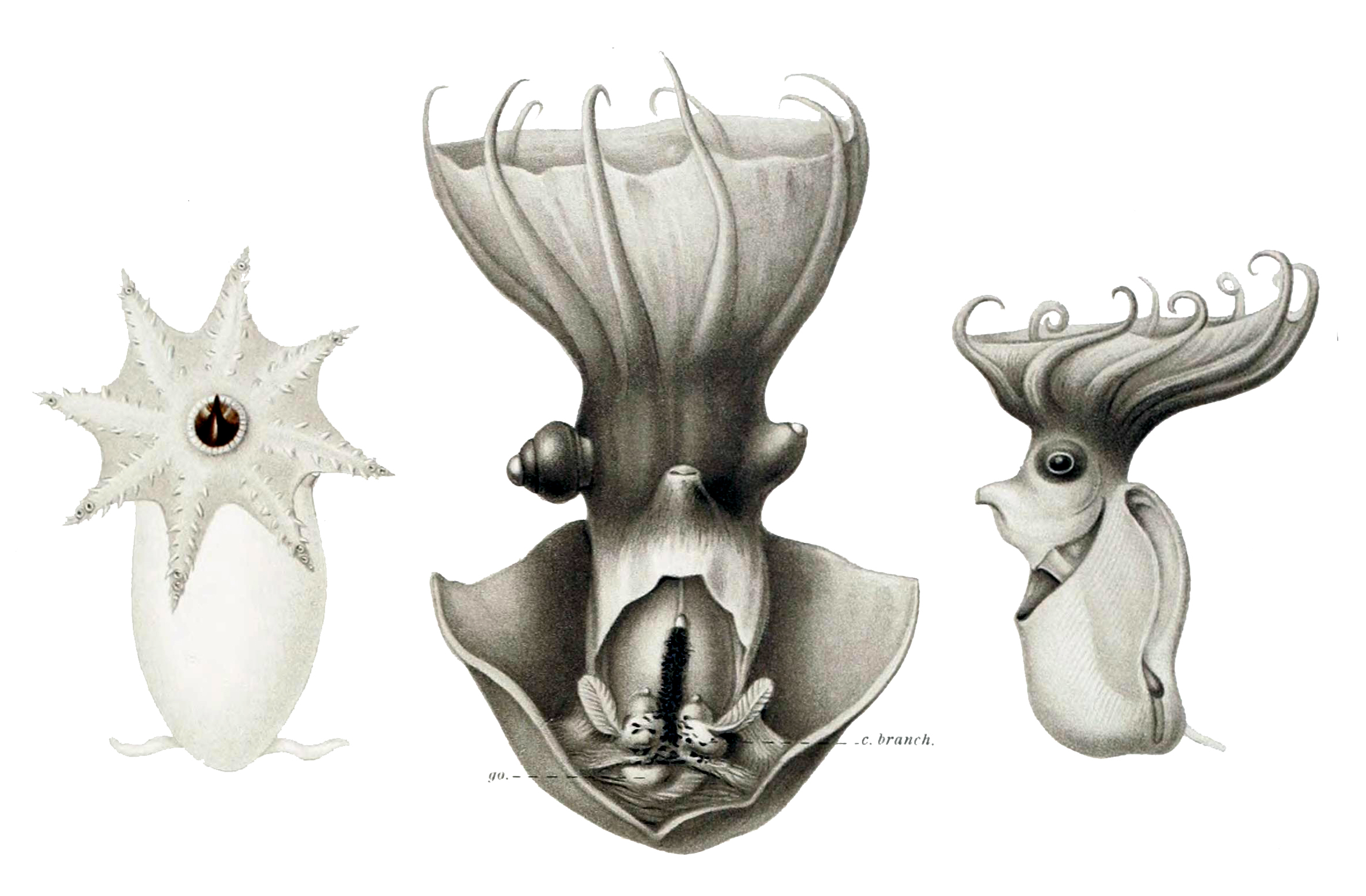
Seziertes Exemplar (Mitte) und zwei unreife Exemplare

## Lebensraum
Vampyroteuthis lebt in der Tiefsee in Tiefen zwischen 500 und 3000 Metern. Die optimale Wassertemperatur liegt zwischen 2 und 6 °C. Die meiste Zeit seines Lebens hält er sich in einer sauerstoffarmen Umgebung auf (Sauerstoffsättigung teilweise weniger als 5 %). Vampyroteuthis kann hier leben, da sein Blut einen anderen Blutfarbstoff (Hämocyanin) enthält, der sehr effektiv Sauerstoff aus dem Wasser binden kann, zudem ist die Oberfläche seiner Kiemen sehr groß.

## Lebensweise

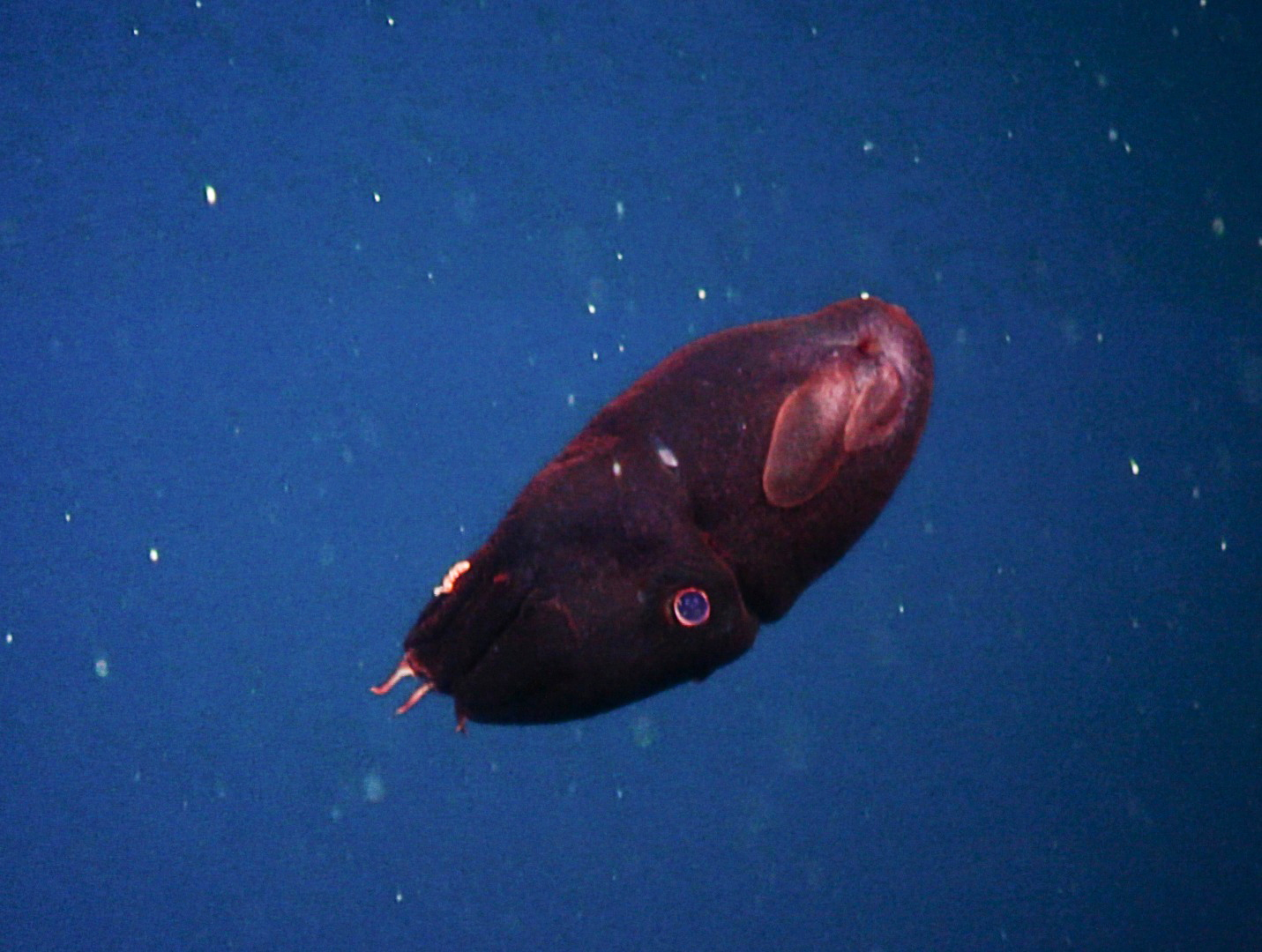
Aufnahme eines jungen Vampyroteuthis infernalis

Der Vampirtintenfisch verfolgt eine energiesparende Lebensweise. Das Tier hat eine sehr niedrige Stoffwechselrate. Normalerweise lässt es sich von der Strömung treiben und bewegt sich kaum aktiv. Die großen Flossen und die Häute zwischen den Armen ermöglichen diese Fortbewegung, die der der Quallen ähnelt. Andererseits ist Vampyroteuthis auch zu schnellen Bewegungen fähig.
Im Unterschied zu allen anderen Kopffüßern erbeutet der Vampirtintenfisch keine lebenden Tiere, sondern ernährt sich von organischen Partikeln, die in der Tiefsee zu Boden sinken, dem sogenannten Meeresschnee. Dieser besteht aus Diatomeen, Zooplankton, Salpen sowie Eiern, Larven und Leichenteilen (Detritus) von Fischen und Krebstieren. Die Nahrungspartikel werden mit den zwei fadenförmigen Sinnesarmen erspürt, von den Saugnäpfen der acht anderen Arme eingeschleimt, vom Mantel der acht Haltearme umhüllt und als schleimige Masse vom Mund aufgesogen.
Bisher sind Vampirtintenfische die einzigen Tintenfisch, abgesehen von Perlbooten, bei denen mehrere Fruchtbarkeitsphasen nachgewiesen werden konnten. Anders als die Mehrzahl ihrer Verwandten sind sie nicht semelparitär, sondern können sich mehrere Male fortpflanzen. Beim Ablaichen setzen die Weibchen im Schnitt etwa 100 Eier gleichzeitig frei. Es wird angenommen, dass die Tiere zwischen Fortpflanzungs- und Ruhephasen wechseln und daher deutlich langlebigerer sind, als ihre Verwandten im Flachwasser.

## Systematik
Innerhalb von der Familie der Vampyroteuthidae zählt Vampyroteuthis infernalis zur Gattung Vampyroteuthis, der auch die Vampirtintenfischart Vampyroteuthis pseudoinfernalis angehört, die erst 2024 entdeckt und wissenschaftlich beschrieben wurde.

## Bilder
- Vampyroteuthis infernalis Color Differences, Richard E. Young
- Vampyroteuthis Hatchling, Richard E. Young and Michael Vecchione